# Ctenotus aphrodite
Ctenotus aphrodite este o specie de șopârle din genul Ctenotus, familia Scincidae, descrisă de Collingwood Ingram și Czechura 1990. Conform Catalogue of Life specia Ctenotus aphrodite nu are subspecii cunoscute.